# 小川博三
小川博三（おがわ ひろぞう、1913年10月3日 - 1976年1月17日）は、日本の都市計画家研究者・交通計画研究者・歌人。
岩手大学教授・北海道大学教授を歴任。

## 経歴
岩手県生まれ。学生時代から短歌をよくして、歌誌「地中海」や「満州短歌」の同人として活動。1975年には「カルル橋」で第11回「短歌研究賞」を受賞した。
1937年(昭和12年)、北海道帝国大学工学部土木工学科卒。在学中の満州事変勃発を契機に大陸に志を抱いたという。満州や朝鮮へ実習をかねて訪れている。大学卒業後、南満州鉄道株式会社へ入社する。
1943年、現職のまま大東亜省嘱託として東南アジア諸国の交通実態調査を命じられ、翌1944年から1946年まで、ベトナム、カンボジア、タイ王国、マレーシア、ビルマ（ミャンマー）などで調査にあたる。この問、在仏印日本大使府（現ベトナム、ハノイ）嘱託、省庁事務次官に相当する仏領印度支那土木局事務管掌補佐を務める。
1946年5月に帰国し、運輸調査局嘱託。1947年、郷里の盛岡市に交通調査業務を目的とする東北建設事務所を設立。
1961年、東北開発研究会を発展させ東北経済開発センターを設立。機関誌『東北開発研究』の編集委員、また岩手大学に東北開発研究所を設立する。
1963年、北海道大学工学部土木工学科教授に転任。新設された交通計画学講座を担当し、交通計画、都市計画、地域計画のほか土木史、土木地坪の研究に斬新で独自の学問体系を開拓。1974年、北海道の開発を理論面から指導した功績により北海道科学技術賞を受賞。1975年、北海道大学大学院に新設された地域計画学講座担当教授。

## 著書
専門分野の著書では
- 『鉱山土木学』（石崎書店、1959)
- 『記念碑都市』（技報堂、1970)
- 『都市計画』(1966年、共立全書)
- 『交通計画』(1966年、朝倉土木工学講座〈15〉)
- 『日本土木史概説』（共立出版、1975)など多数。

歌人としては『月下の山』（1957年）など4冊の歌集を残している。